# Відсутність (посада)
Відсутність як посада (англ. no-show job) — це оплачувана посада, яка нібито вимагає від її власника виконання обов'язків, але для якої насправді не очікується жодної роботи чи навіть відвідування. Надання неявних посад є формою політичної чи корпоративної корупції.
Посада без роботи (англ. no-work job) — це подібна оплачувана посада, на яку не передбачається роботи, але для якої потрібна присутність на робочому місці. Під час аудиту чи перевірки персонал, призначений на посаду без роботи, може бути помилково виправданий перед контролерами як такий, що очікує на робочі завдання або непотрібний «прямо зараз». Наприклад: відсутність як посада або посада без роботи може бути використана під час незаконної діяльності для шахрайства на будівельному проекті з метою отримання додаткових виплат або забезпечення алібі.

## Організована злочинність і корупція
|                       | Відсутність як посада протягом тривалого часу відігравала центральну роль в анналах злочинності та корупції в Нью-Йорку, пропонуючи ефективний спосіб для нечестивих політиків, профспілкових чиновників, бандитів і всіляких негідників отримати відкати і хабарі друзям, членам сім’ї, діловим партнерам і навіть їм самим |
| — The New York Times, | |

Філіп Карло у своїй біографії Ентоні «Гаспіпа» Кассо пише, що робота без показу є «класичною установкою мафії» і що такі посади високо цінувалися серед бандитів. У звіті Берегової комісії гавані Нью-Йорка за 2012 рік було встановлено, що «неявні роботи, які займають родичі бандитів та інші люди з хорошими зв'язками, продовжують дратувати урядовців, які намагаються зробити порти ефективнішими та конкурентоспроможнішими».
У минулому відсутність як посада також була одним з аспектів корупції в Бостоні. Відсутність як посада продовжує відігравати важливу роль у справах про корупцію в Чикаго, де вони мають довгу історію.

## Корпоративне шахрайство
У корпоративному світі «відсутні» працівники, яких також називають «привидами», зазвичай мають певні родинні або особисті стосунки з керівником. У корпоративному світі це вважається різновидом шахрайства із заробітною платою. Перевірки шахрайства спрямовані на виявлення таких практик.